# Aquädukte in Malta
Die Aquädukte in Malta dienten der Wasserversorgung der Hauptorte auf Malta (Valletta) und auf Gozo (Victoria). Der poröse Globigerinen-Kalkstein, aus dem die Inseln des Archipels fast gänzlich bestehen, lässt die Niederschläge schnell versickern. Flüsse oder Seen gibt es deshalb keine. 
In feuchten Wintern führen die Wieds (maltesische Bezeichnung der Trockentäler) für einige Zeit Wasser. Geologisch bedingt existieren auf Malta zwei Grundwasserstockwerke. Unter der Hochebene von Mdina liegt eine Schicht wasserundurchlässiger, so genannter Blauer Tone zwischen den Kalksteinschichten. Die Süßwasservorkommen über der Tonschicht sind relativ leicht anzuzapfen. 

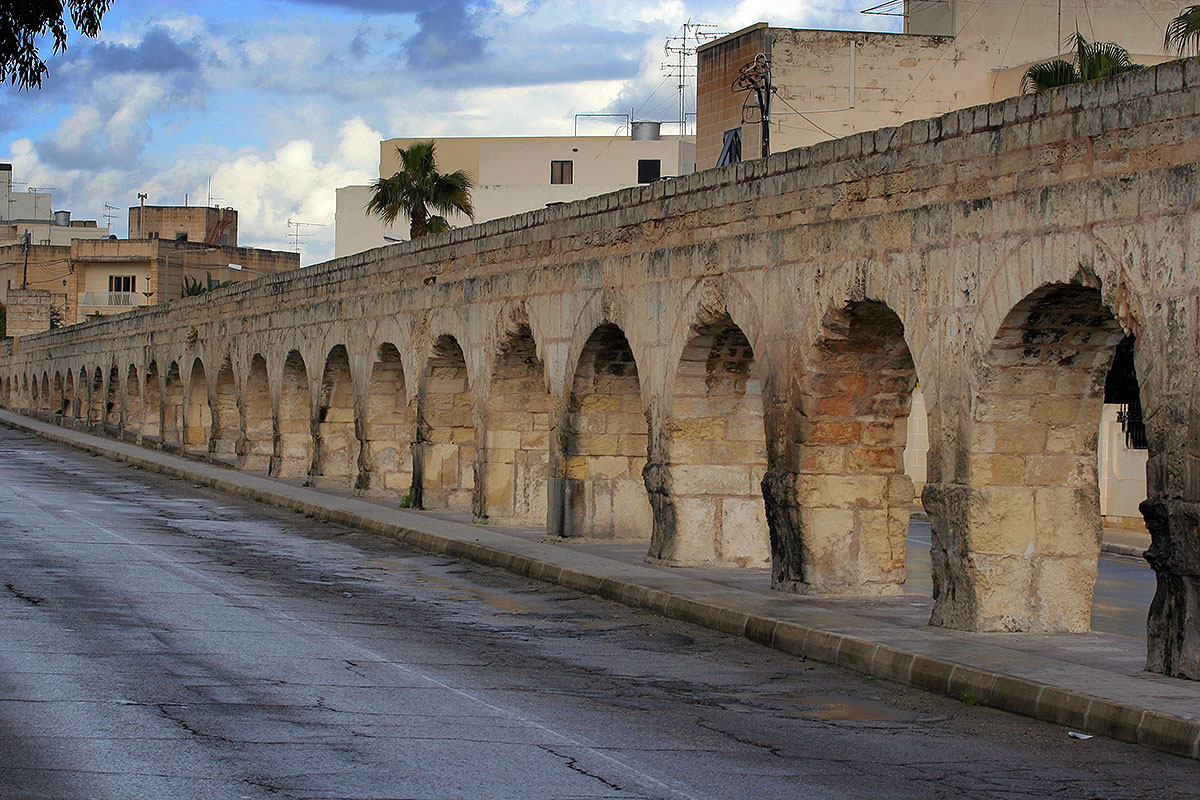
Wignacourt-Aquädukt

## Kercem-Aquädukt
Zwischen 1839 und 1843 errichteten die Briten ein Aquädukt zur Versorgung von Victoria auf Gozo, von dem sich nordwestlich von Kerċem Reste erhalten haben. Kerċem liegt westlich der Inselhauptstadt Victoria zwischen dem Lunzjata Valley und dem höchsten Punkt auf Gozo, im Ghar Ilma Hill (Hügel des Wassers) mit der Quelle, aus der das Wasser für das Aquädukt entnommen wurde.